# Felipe de Jesús Robles
Felipe de Jesús Robles Moreno (nacido el 26 de marzo de 1969 en Guadalajara, Jalisco), es un futbolista mexicano retirado que jugaba en la posición de mediocampista.
Debutó en la temporada 1993-94 con el Rebaño Sagrado y jugó toda su carrera en el club, hasta el 2000 cuando se retira.
Fue campeón de la Primera división mexicana con el Club Deportivo Guadalajara en el Verano 1997.
- Datos: Q177559